# バート・ゾーデン＝アレンドルフ
バート・ゾーデン＝アレンドルフ (ドイツ語: Bad Sooden-Allendorf, ドイツ語発音: [baːt ˈzoːdn̩ ˈaləndɔrf] ( 音声ファイル)) は、ドイツ連邦共和国ヘッセン州ヴェラ＝マイスナー郡に属す市である。

## 地理

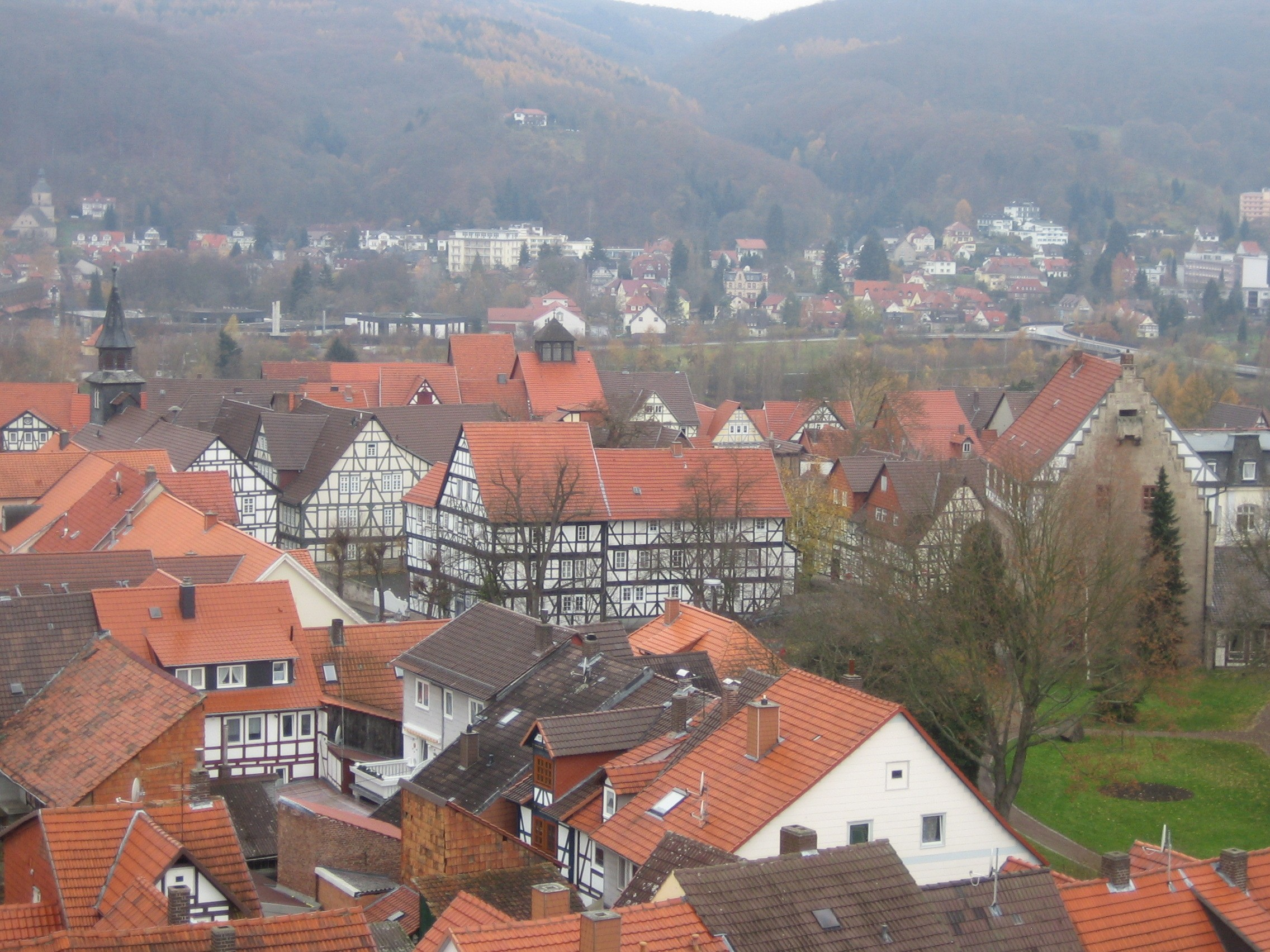
バート・ゾーデン＝アレンドルフ

### 位置
バート・ゾーデン＝アレンドルフはテューリンゲン州と直接境を接しており、ドイツの地理上のほぼ中心に位置している。この町は、ゴーベルト連山北西のヴェラ川沿いに位置し、近くにはホーアー・マイスナー山がある。南東に位置するクラインファッハ地区の川沿いの高台にローテンシュタイン城がある。

### 隣接する市町村
バート・ゾーデン＝アレンドルフは、北はリンデヴェラ、ヴァールハウゼンおよびアスバッハ＝ジッケンベルク、東はヴィーゼンフェルトおよびフォルケローデ（以上いずれもテューリンゲン州アイヒスフェルト郡）、南はマインハルト、エシュヴェーゲ、ベルカタール、西はグロースアルメローデ、北西はヴィッツェンハウゼンと境を接する。

### 市の構成
バート・ゾーデン＝アレンドルフ市は、中核市区であるバート・ゾーデン＝アレンドルフの他、アーレンベルク、ドゥーデンローデ、エラースハウゼン、ヒルガースハウゼン、カンマーバッハ、クラインファッハ、オーバーリーデン、オルフェローデ、ヴァイデンの各市区からなる。中核市区は、ゾーデン地区とアレンドルフ地区からなる。鉄道路線の西側がゾーデン地区である。
アレンドルフとゾーデンは1929年7月1日に合併し、バート・ゾーデン＝アレンドルフが成立した。Sohten、後のゾーデン (Sooden)（製塩の町）は、これ以前は市ではなくフレッケン（市場開催権など一定の権利を有する町村）であったが、アレンドルフはすでに1218年には都市権と市場開催権を有していた。

## 歴史

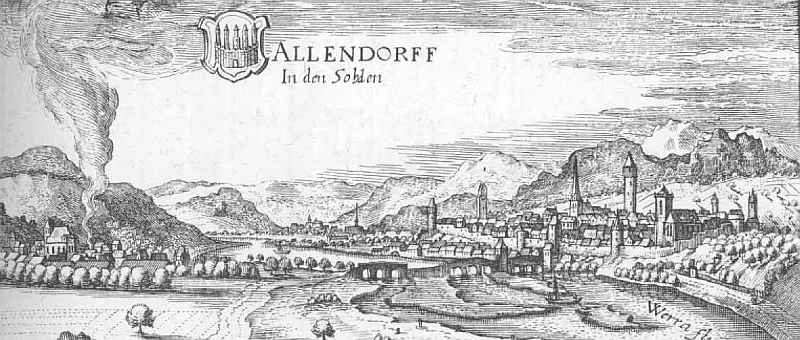
マテウス・メーリアンの銅版画に描かれた1655年頃のバート・ゾーデン＝アレンドルフ

この集落は遅くとも8世紀末には成立していた。これは、歴史家が776年から779年の間のものであると同定しているフランク王カール大帝の寄贈証明書によって裏付けられる。この文書でカール王は、Westera 集落の塩泉、製塩施設、製塩従事者、市場、租税、関税をフルダ修道院に寄贈している。この集落の名前は、テューリンゲンの西 (west) の境界に位置していたことによる。
三十年戦争の間、1637年4月にクロアチアのゲレーン連隊とイソラーニ伯がこの都市を攻撃し、街はほぼ完全に焼き払われた。2つの教会も市庁舎もこれにより破壊された。完全に石造であったラートホーフは大火を切り抜け、現存する最も古い建造物となっている。
19世紀まで、1000年以上もの間、住民たちは塩水から塩を精製していた。塩水は、市の管理下で源泉から汲み上げられていた。プロイセンへの併合に伴う1866年の塩の独占権廃止は塩の価格の下落を招き、製塩業の廃止につながった。最後の製塩は1906年になされた。
製塩業の衰退と並行して塩泉の治療効果が見いだされ、湯治場の建設が始まった。1881年6月1日にこの建物は完成し、利用が開始された。1990年代の健康保険制度改正によって、湯治客数が落ち込んだが、やがてこの街は観光業で成り立つようになっていた。
現在でも、毎年聖霊降臨祭に行われるブルンネンフェストが製塩の時代をしのばせる。オリジナルに忠実に再現した製塩装置で、昔ながらの塩が実演される。この塩は塩の博物館で販売されている。この博物館では製塩業の歴史が展示されている。

### 近代化
千年紀の変わり目頃に、枝条架装置が造り直され、街は完全に新しく造り替えられた。2005年の終わりに大規模なサウナ施設を持つ温泉施設が完成し、観光客を誘致している。2007年4月には、会議やコンサートに使われる新しい催事ホール（ヴェラタール文化・会議センター）が開館した。道路の構成も変更され、ゾーデン北とゾーデン南との間は直接結ばれていない。自動車は工業地域を通るバイパスで迂回しなければならない。駅は近代化され、直接ゾーデンへ通じる径が造られた。こうした施策を通してこの街は温泉業衰退に歯止めをかけようとしたのであり、温泉地区は自動車進入禁止地区となったのである。

### 人口推移
市は、そのインターネット・サイトで以下の人口推移を公表している。
| 年         | 1939  | 1945  | 1950  | 1960  | 1965  | 1970  | 1975  | 1980  | 1985  | 1985  | 1990   | 1995   | 1996   |
| 人口（人） | 4,266 | 5,324 | 7,212 | 6,306 | 6,641 | 6,915 | 9,549 | 9,914 | 9,887 | 9,887 | 10,383 | 10,259 | 10,033 |

## 行政

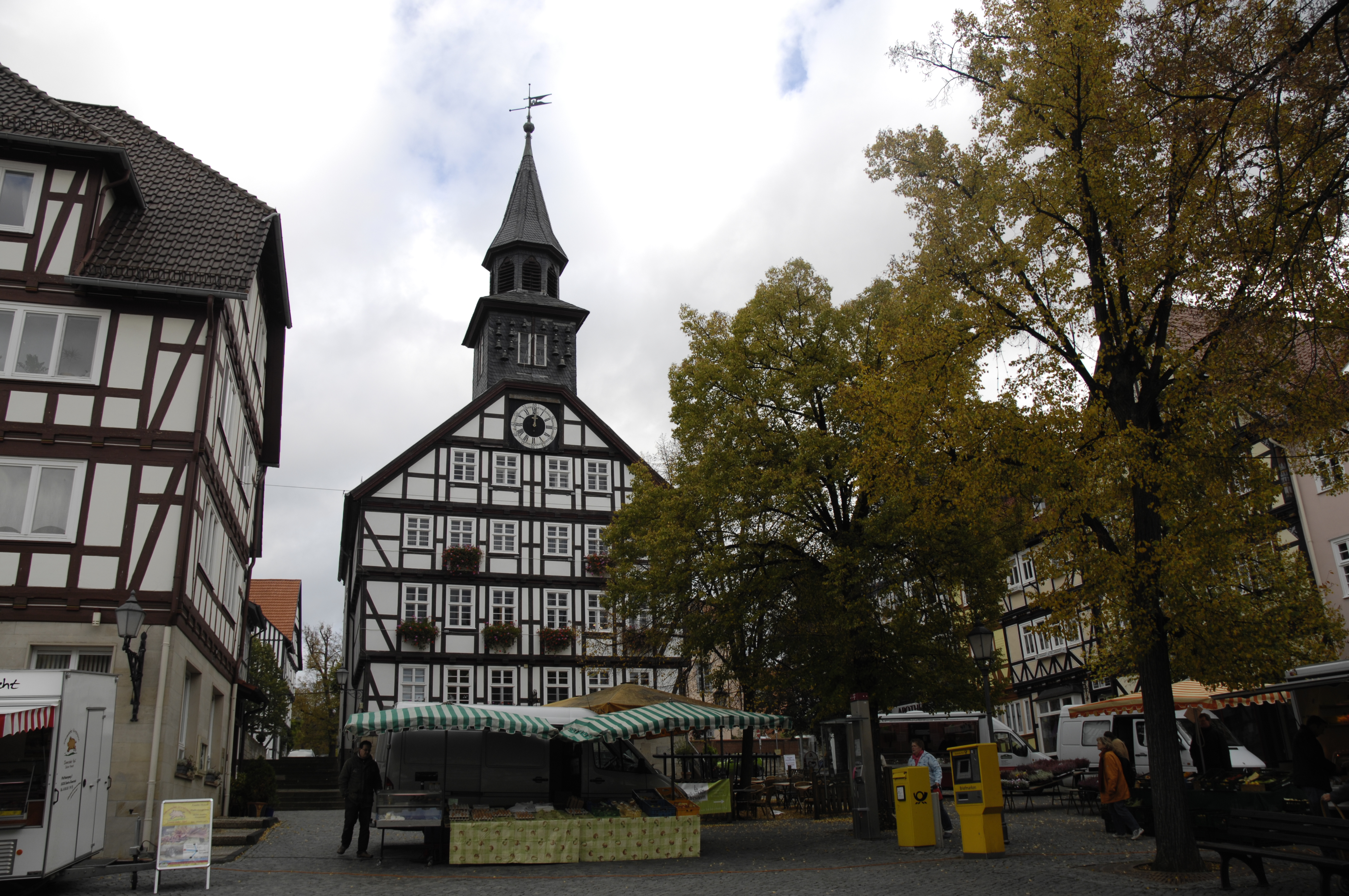
バート・ゾーデン＝アレンドルフの市庁舎とマルクト広場

### 市議会
この街の市議会は、31 議席からなる。

### 市長
この街の市長は、2009年3月5日からフランク・ヒックス (CDU) が勤めている。
歴代の市長は以下の通り。
- 1960年 - 1978年: ゲールハルト・ハルケ
- 1978年 - 1984年: ロルフ＝エーリヒ・バリエ
- 1984年 - 1991年: ロルフ・イェンター
- 1991年 - 1997年: エーリヒ・ギーゼ
- 1997年 - 2009年: ローナルト・グルントラッハ
- 2009年 - : フランク・ヒックス

### 紋章
1931年に州立文書館に承認された紋章は赤地で、青い屋根を戴く銀の楼門と4本の塔を持ち、胸壁を有する環状壁が描かれている。門のアーチ内は赤地で斜め十字に組み合わされた金の製塩鈎とベルラフ（塩水を煮詰めるのを促進するための木製のさじ）が配されている。

### 姉妹都市
- ダンディヴィジオー（フランス、フィニステール県）1974年
- バート・フランケンハウゼン（ドイツ、テューリンゲン州）1990年
- クルィニツァ＝ズドルイ（ポーランド、マウォポルスカ県）2010年

## 文化と見所

### 博物館
- シフラースグルント国境博物館: この博物館はヘッセン州とテューリンゲン州との境界沿いの旧立ち入り禁止地区（シフラースグルント、ここはかつて東西ドイツの国境であった）に建っている。ここには古い国境の配管設備や一連の歴史的軍用車・軍用ヘリコプターの他に東西ドイツ国境の具体的で詳細な歴史について展示されている。
- 塩の博物館: ゼーダー門内の塩の博物館はこの街の約1000年間に及ぶ塩の歴史を想起させる。

### 建造物

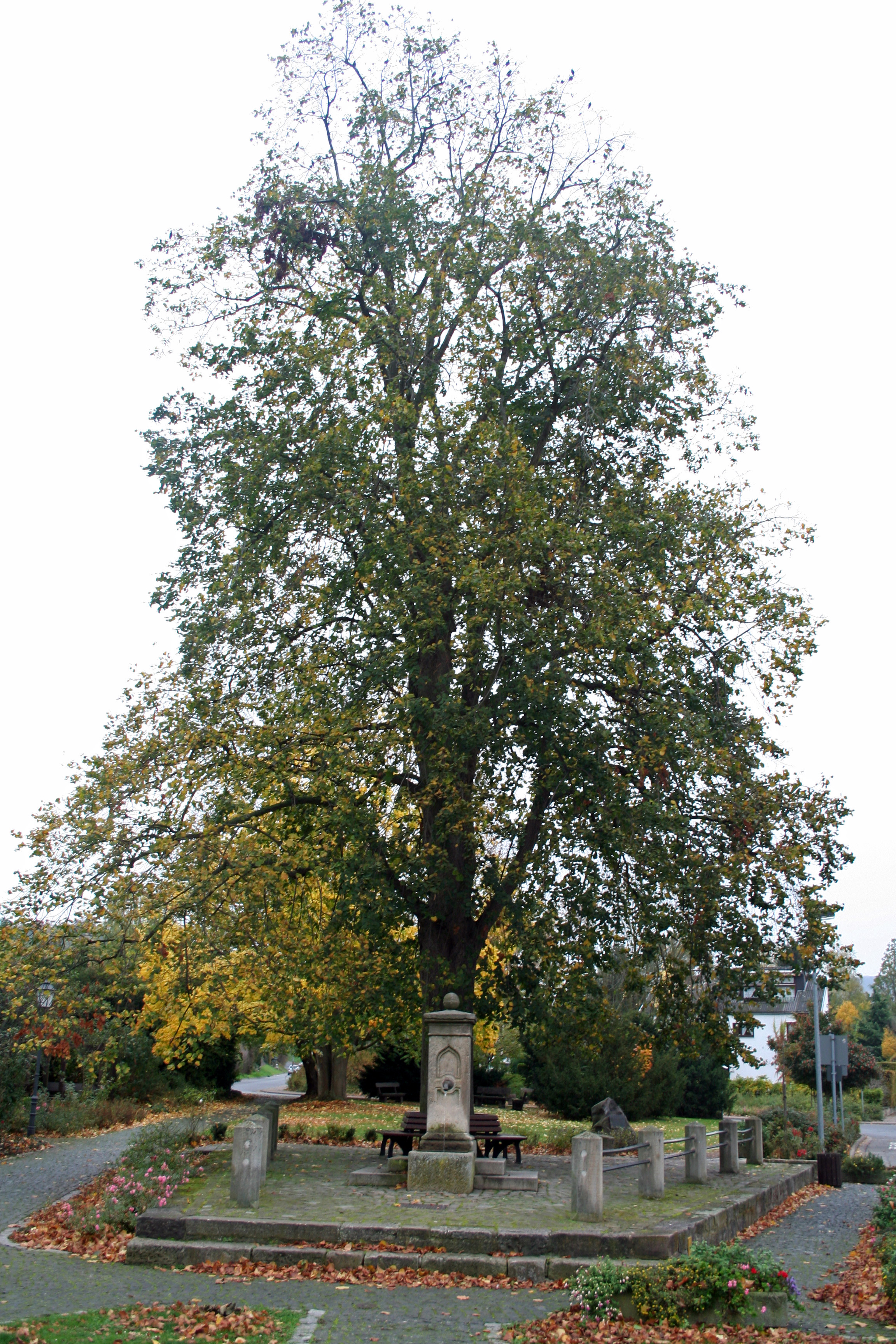
門前の泉

- 門前の泉: おそらく有名な歌曲の起源の地である。ツィンベルクにこの街で一番柔らかい水が湧出していることから、すでに昔から約 1000 m の木製の導管がその水源から南の市門前の泉まで設けられていた。1218年にその傍らにボダイジュが植えられた。おそらく18世紀に馬留めが設けられた。ボダイジュ、泉、馬留めのすぐそばをフランクフルトからリューベックへの通商路が通った。デッサウ出身の詩人ヴィルヘルム・ミュラーは、旅の途中でこの組み合わせを見て「菩提樹」のインスピレーションを得たとされている。シューベルトによって作曲されて親しまれ（歌曲集「冬の旅」第5曲「菩提樹」）、ドイツでは "Am Brunnen vor dem Tore"（直訳:「門前の泉のほとりに」）のタイトルで知られている。1827年に造られた馬留めが現存しており、それ以前に建造されていた泉もオリジナルのままである。菩提樹は1912年に新たに植え直され、門は1997年に再建されたものである。
- 枝条架: これは1999年秋から2002年夏に取り壊されて、新たに建設されたものである。塩分を含んでおり、気道に快適な空気であることから人気の保養施設で、地元では「我らが直立した北海」と呼ばれている。
- ヴェラタール・テルメ: 塩水浴、サウナ、その他の施設を備えた温泉施設。枝条架はサウナ施設の一部に組み込まれている。
- ディーベス塔
- 歴史的木組み建築の旧市街
- ローテシュタイン城

### 年中行事

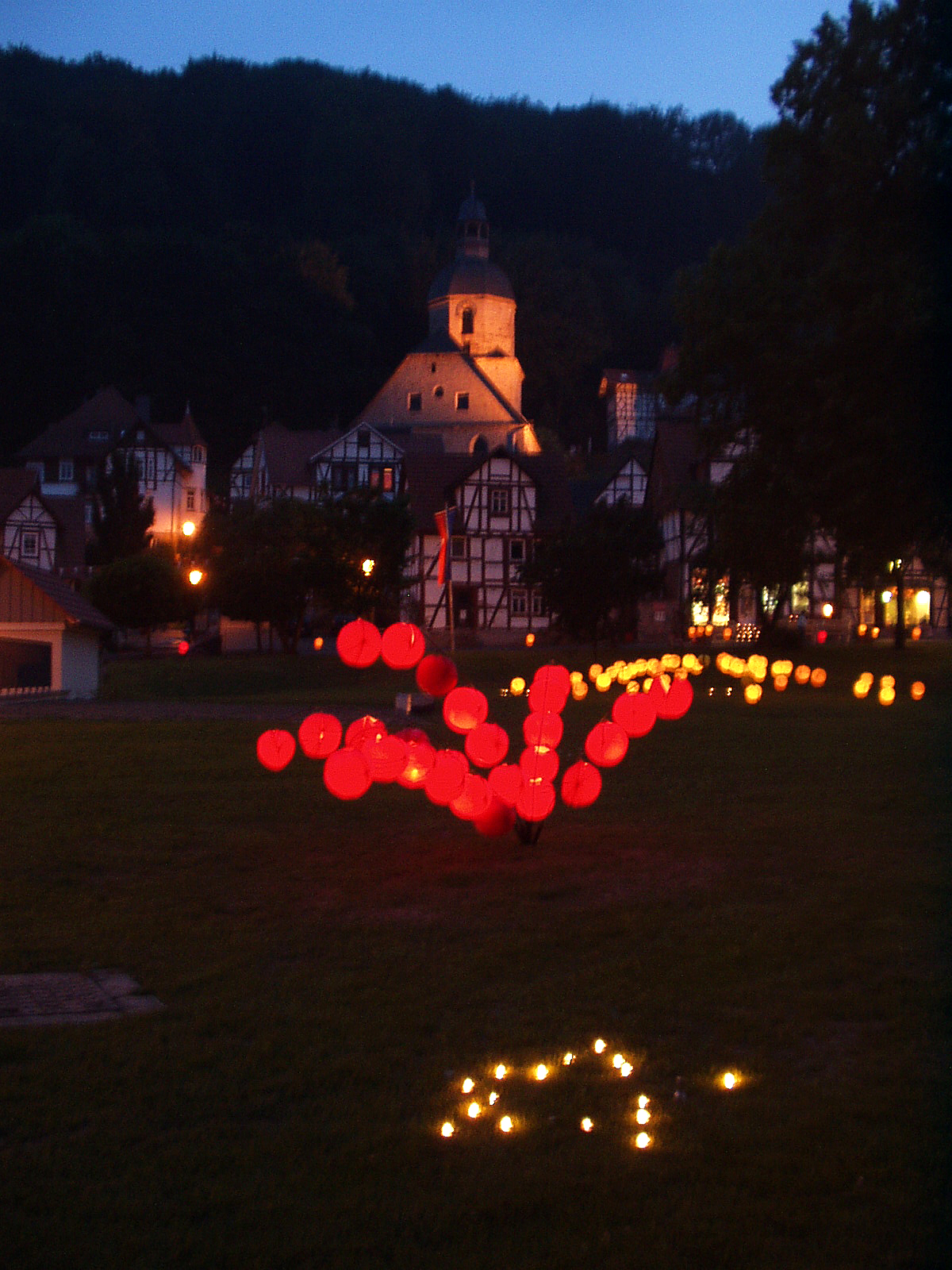
2007年のライトアップ

バート・ゾーデン＝アレンドルフは、毎年8月の第3週末（金曜日から火曜日まで）に開催される収穫・郷土祭で広く知られている。人気の理由は多くの伝統行事が行われることで、100年以上もの間、同じプログラムが執り行われている。そのハイライトは、
- 旧市街のストリートフェスト（金曜日）祝祭広場でのイベント（土曜日から火曜日）
- たいまつパレード。それに続いて軍楽隊の演奏があり、ライトアップがなされる。
- トリオレット・ダンス、三人組み2組で踊るダンス
- スパニッシュ・フリッコ・エッセン
- 日曜日の大パレード
- 花飾りや住民自身が作った作品で飾られた街並み

2008年には記念収穫祭が祝われた。150回目ではないのだが、150年前の1858年にボイアーマンという旅館主が初めてこの祭を開催したことを記念したものであった。地元の芸術家マルティン・シュルベはこの祭の準備と開催の様子を記録し、DVDで公開している。このDVDはこの街のいくつかの団体から入手可能である。
毎年、復活祭後の週末にバート・ゾーデン＝アレンドルフのメルヘン週間が開催される。メルヘンの夕べや劇場公演といった数多くの演目がメルヘンの世界に誘い、クアパークで毎日上演される人形劇がこれを彩る。中心となるのはホレおばさんの童話である。ホレおばさんはホーアー・マイスナーの近くに住んでいたとされており、毎日ゼーダー門で布団が振られる。これはこの地方では雪が降ることを「ホレおばさんが寝床を直している」ということに由来している。2009年4月12-19日に第15回のメルヘン週間が開催された。この際初めて中世風の市場がイベントに加えられた。この市場の見物客は2万人を超えた。
この他に聖霊降臨祭の祝日に泉祭が開催される。この祭は、早くも16世紀にヨハネス・レナーヌスによって「幸多き塩水源」に感謝するために開催されたもので、この街で最も古い祭である。
- 木組み建築の町並み
- ローテシュタイン城
- バート・ゾーデン＝アレンドルフのクアパーク
- ゼーダー門

## 経済と社会資本

### 交通
- バート・ゾーデン＝アレンドルフは、連邦道 B27号線（ヴィッツェンハウゼン - エシュヴェーゲ）経由でアウトバーン網に接続している。
- 中央駅は、南北線ゲッティンゲン - ベーブラ - フルダ に面している。
- 市バスシステムが整備されている。
- 最寄りの空港はカッセル＝カルデン空港である。
- ヴェラ川は、大型船舶は航行できない。ただしパドルボートは盛んに往来している。
- 旧市街やヴェラ川に近いキャンピングカーの駐車場は「キャラヴァンス」と称している。
- 遊歩道や自転車道が整備されている。
- バート・ゾーデン＝アレンドルフは、ハーナウからバート・ゾーデン＝アレンドルフを経由してブレーメンに至るドイツ・メルヘン街道に面している。

### メディア
- 日刊紙としては、HNA (Hessische/Niedersächsische Allgemeine) の地方版であるヴィッツェンホイザー・アルゲマイネが刊行されている。
- この他、やはりHNA系列のイッペングループに属す MBメディア出版は、「マルクトシュピーゲル」と「Extra-Tipp」という2つの週刊紙を出版しているが、地域をテーマとする記事は少なく、むしろ芸能情報に力点を置いている。
- BSA-クーリエは地元の温泉ホテルの営業紙である。地元のサークル活動報告や文化イベントの予告が掲載されている。
- シュタットブレットヒェンは少数の予約購読者のためにリヌス＝ヴィッティヒ出版が刊行している。
- この他、ローカルラジオのルントフンク・マイスナー (RFM) が受信できる。この放送局名は近くある山ホーアー・マイスナーにちなんだものである。

### 教育
バート・ゾーデン＝アレンドルフには、基礎課程学校「アム・ブルンネン・フォア・デム・トーレ」（第1学年から第4学年）とレナーヌスシューレ（第5学年から第13学年）があり、市外に出ることなく、教育課程を満了することができる。レナーヌスシューレにはスポーツギムナジウムが統合されており、インターネットを通じて著名なスポーツ選手が現れる。
バート・ゾーデン＝アレンドルフは、私立ノルトヘッセン専門単科大学の所在地でもある。

## 人物

### 出身者
- フェルディナント・フォン・ヴィンツィンゲローデ（1770年 - 1818年）ドイツ貴族で様々な軍隊の司令官を歴任した。最終的にはロシア軍の将軍となった。
- ルートヴィヒ・レーン（1849年 - 1930年）外科医
- ゲルハルト・リッター（1888年 - 1967年）歴史学者

## 引用
1. ↑  Hessisches Statistisches Landesamt: Bevölkerung in Hessen am 31.12.2023 (Landkreise, kreisfreie Städte und Gemeinden, Einwohnerzahlen auf Grundlage des Zensus 2011)]
2. ↑  Max Mangold, ed (2005). Duden, Aussprachewörterbuch (6 ed.). Dudenverl. p. 181, 735, 147. ISBN 978-3-411-04066-7
3. ↑  市当局が発表した人口推移
4. ↑  2011年の市議会議員選挙結果
5. ↑  Witzenhäuser Allgemeine, 2009年4月19日付けの記事